# Рух за визволення Сан-Томе і Принсіпі / Соціал-демократична партія

Прапор МЛСТП (1972-1990)

Рух за визволення Сан-Томе і Принсіпі/Соціал-демократична партія (порт. Movimento de Libertação de São Tomé e Príncipe / Partido Social Democrata, МЛСТП/ПСД (MLSTP/PSD)) — одна з найбільших політичних партій в Сан-Томе і Принсіпі.

## Історія
У 1960 році, коли визвольний рух в Африці набув широкомасштабного характеру, невеликою групою сантомейців (вихідців із Сан-Томе) у місті Лібревілі (Габон) було створено Комітет повного визволення Сан-Томе і Принсіпі (порт. Comitê pela Libertação de São Tomé e Príncipe, CLSTP), який очолив Мануел Пінту да Кошта.
У 1972 році Комітет був перетворений у Рух за визволення Сан-Томе і Принсіпі, МЛСТП (порт. Movimento de Libertação de São Tomé e Príncipe, MLSTP)
12 липня 1975 року була проголошена незалежна Демократична Республіка Сан-Томе і Принсіпі, президентом якої став генеральний секретар ЦК МЛСТП Мануел Пінту да Кошта. МЛСТП стало правлячої і єдиною партією країни (і залишалася нею до 1990 р.).
Наприкінці 1989 року на партійній конференції відбулися дебати, після яких права фракція МЛСТП зробила перехід до багатопартійної системи. Нова конституція, запропонована ЦК МЛСТП, була схвалена на всенародному референдумі в серпні 1990 р.
За рішенням з'їзду партії, проведеного в жовтні 1990 р., Карлуш да Граса змінив Мануела Пінту да Кошту на посту генерального секретаря. Крім того, партія стала називатися «Рух за визволення Сан-Томе і Принсіпі/Соціал-демократична партія» (MLSTP/PSD).